# ノルウェースウェーデン
ノルウェースウェーデンは、日本のお笑いコンビである。FECオフィス所属。沖縄県立首里東高等学校の同級生の二人で結成。ともに体重が100kgを超えている。『oh!笑いけんさんぴん』に出演。

## メンバー
ぎぼっくす（1988年9月18日 - ）
ボケ担当。元サッカー部で大のJリーグ好き。沖縄出身Jリーガーを応援している。
赤嶺真吾、我那覇和樹、田口泰士、上里一将、上原慎也らと交流している。
プロ野球、横浜DeNAベイスターズの熱狂的ファンでもある。　
大相撲も好きでTV観戦もしている
世界各国の首都を全て言える。血液型はA型。 体重は150kg
那覇市首里出身。
沖縄県立首里東高等学校出身。
バックヘッドバケツインの動画は2020年5月から毎日SNSにアップしている。半年ほど経つと一人でやるのは大変になり、マッチングアプリでアシスタントを募集し、応募してきた女性と1年後に結婚した。タモリ倶楽部（2021年7月24日放送）「ローカル芸人グランプリ」に妻と出演した。
解散後はピン芸人のかたわら、事務所のe-SPORTS事業部に所属している。
マイナースポーツヘディスの九州王者。
ヘディス年間ランキング国内7位。
店長（てんちょう、1988年8月1日 - ）
ツッコミ担当。元々バイトでネットカフェの店長をしていた為、店長という芸名。
大の洋楽好き。洋楽ライブを自身で開催したことがある。たまに演歌をライブで歌うこともある。
血液型はB型。体重は150kg
沖縄県立首里東高等学校出身。

## 賞レース等の戦歴
- M-1グランプリ 2015 3回戦進出
- M-1グランプリ2016・2017 2回戦進出

## 出演

### テレビ
- 郷土劇場oh!笑いけんさんぴん（沖縄テレビ放送）
- oh!笑いけんさんぴん夏休みSP（沖縄テレビ放送）
- ゲラ×ゲラTV（琉球放送）
- クイズ!ヘキサゴンII沖縄合宿スペシャル（フジテレビ）※ぎぼっくす
- 金曜日のゆうわく（琉球放送）※ぎぼっくす
- ゆがふぅふぅ（沖縄テレビ放送）
- オキペディア（琉球放送）※ぎぼっくす
- こきざみぷらす（琉球朝日放送）※ぎぼっくす

### ラジオ
- れでぃおデブ（FMいしがきサンサンラジオ）
- FECやいびんどー!（FMとよみ）※水曜レギュラー
- なかよしラジオ（FMとよみ）※店長　水曜レギュラー
- 放課後戦闘三原メカハサウェイ!〜アレ・覚えてますか?（FM21）※店長
- Harukaの今宵もハッスルナイト（FM21）
- ちょっぴん劇場（FM沖縄）
- RBCiラジオスペシャル（RBCiラジオ）※ぎぼっくす
- スポーツフォーカルアネックス（RBCiラジオ）※ぎぼっくす
- スポーツフォーカル（RBCiラジオ）※ぎぼっくす　月曜レギュラー

### 映画
- たま子とチョーチカーの呪文※ぎぼっくす
- たま子と陽迎橋のマジムン　※ぎぼっくす
- ハイサイゾンビ
- 天の茶助　※ぎぼっくす

### CM
- あいうえお不動産
- 歩くーぽん
- 求人情報誌ルーキー「琉憂鬼威」篇・喜屋武シゴトン役※(ぎぼっくす)
- Mr.kinjo

### 配信ドラマ
- ゲート・オン・ザ・ホライズン～GOTH～（2025年4月18日- 、FOD） - 中山コザ連合の不良 役 ※ぎぼっくす

### 舞台
- 演芸集団FEC定期公演「お笑い劇場」
- Fライブ
- 裏お笑い劇場
- FEC若手ライブやさしくみてみて
- FEC若手ライブやさしくみてみて2
- 下ネタライブ「初夜」※ぎぼっくす
- 演芸集団FEC旗揚げ公演
- 基地を笑え!お笑い米軍基地
- ノルウェースウェーデン単独ライブ2014～春のお弁当会～
- ノルウェースウェーデン単独ライブ2015～肉の日ディナーショー～
- ノルウェースウェーデン単独ライブ2016～肥満の日～
- 店長の七日間ﾗｲﾌﾞ　※店長
- ハンサム仲座のプロ野球ニュース
- 美樹燃ゆ～幕末女子の育て方～
- ゆんたく食堂　※店長
- ゲラゲラ　ワラワナイト
- 沖縄よしもと花月
- FEC体弱い芸人ライブ※ぎぼっくす

他多数

### その他
- ZUKAN ファイター　PV出演
- 沖縄タイムス社主催ご入学おめでとう大会（司会･コント）
- 沖縄タイムス社主催第27回親子ふれあい手作り広場（司会）
- 那覇ハーリーオリオンブースじゃんけん大会MC